# Vendelin Jurion
Vendelin Jurion (Bitburg, 4 de juny de 1806 - ?, 10 de febrer de 1892) fou un polític i jurista luxemburguès. Va ser president del Consell d'Estat de Luxemburg, càrrec que va exercir des del 15 de març de 1871 fins al 15 de març de 1872.
Jurion va néixer el 4 de juny 1806 a Bitburg, actual Alemanya, però aleshores era una part del departament francès de Forêts -i, fins a la seva annexió per part de França, del Ducat de Luxemburg-. Jurion es va convertir en advocat defensor al tribunal de districte de Diekirch, i més tard de la ciutat de Luxemburg. Va ser l'alcalde de Diekirch, quan es va formar el consell municipal.
El 1843, va entrar a l'administració de Luxemburg. Va ser escollit el 1848 per representar el cantó de Diekirch a l'Assemblea Constituent. Quan la primera constitució de Luxemburg va ser promulgada, va ingressar a la Cambra de Diputats i va servir en el gabinet del Primer Ministre Gaspard-Théodore-Ignace de la Fontaine com a Administrador General d'Interior. Va tornar al govern amb aquest mateix càrrec sota Charles-Mathias Simons (1853-1856).